# Université nationale des forces de police de Corée
L'Université nationale des forces de police de Corée (en hangul : 경찰대학) est une université nationale de Corée du Sud située à Asan.